# Kha Khánh Thi
Kha Khánh Thi (tiếng Trung 柯庆施; 10 tháng 10 năm 1902 – 9 tháng 4 năm 1965) là chính khách Cộng hòa Nhân dân Trung Hoa và là nhà lãnh đạo cấp cao của Đảng Cộng sản Trung Quốc trong thập niên 1950 và 1960. Ông từng được bầu làm Phó Thủ tướng Quốc vụ viện từ năm 1965 cho đến khi mất vì lâm trọng bệnh. 

## Tiểu sử

### Thời kỳ hoạt động cách mạng
Kha Khánh Thi quê ở huyện Thiệp tỉnh An Huy, ông tham gia Đoàn Thanh niên Cộng sản Xã hội chủ nghĩa Trung Quốc vào năm 1920 và vào Đảng Cộng sản Trung Quốc năm 1922. Trong thời gian từ năm 1920 đến năm 1936, ông từng đến các địa phương Thượng Hải, Nam Kinh, Vũ Hán, An Huy... làm công tác công vận, nông vận và binh vận. Mùa xuân năm 1924, ông đến công tác ở cơ quan bí mật của Trung ương Đảng tại Thượng Hải. Mùa đông năm đó ông được cử sang Liên Xô làm công tác trong giới công nhân người Hoa ở Liên Xô.
Năm 1926, Kha Khánh Thi quyết định trở về nước. Năm 1927, ông giữ chức Bí thư Tỉnh ủy An Huy. Năm 1928, ông làm Bí thư Khu ủy Hạp Bắc Thượng Hải. Năm 1929, ông đến vùng đông Nam Ngạc làm công tác binh vận, tổ chức và tham gia binh biến bạo loạn ở Đại Đả. Năm 1930, sau khi thành lập Quân đoàn 8 Hồng quân ông được cử làm Chủ nhiệm Ban Chính trị. Năm 1931, ông được cử làm Thư ký trưởng Trung ương Đảng. Năm 1933, ông đến Hà Bắc được cử làm Bí thư Ủy ban Mặt trận tỉnh Hà Bắc kiêm Trưởng ban Tổ chức. Năm 1935, ông cùng với Cao Văn Hoa, Lý Đại Chương chủ trì công tác Tỉnh ủy Thiên Tân. Lúc này với danh nghĩa Cục Phương Bắc, ông phụ trách lãnh đạo công tác quân sự và tổ chức tại các tỉnh Hà Bắc, Hà Nam, Sơn đông, Sơn Tây, Thiểm Bắc, Đông Bắc, Thỏa Viễn...

### Kháng chiến chống Nhật đến nội chiến
Sau khi kháng chiến chống Nhật bùng nổ vào năm 1937, ông đến Diên An, từng giữ các chức vụ Phó ban Mặt trận Thống nhất Trung ương Đảng Cộng sản Trung Quốc, và Phó Hiệu trưởng Trường Đại học Phụ nữ Trung Quốc. Ông bị thanh trừng trong Phong trào Chỉnh phong năm 1943, được cho là do sự đối đầu của ông với Lưu Thiếu Kỳ, lúc đó là người chỉ huy thứ hai của Đảng. Sau khi Phong trào Chỉnh phong  kết thúc, ông bắt đầu thăng tiến trong Đảng và trở nên gần gũi hơn với Mao Trạch Đông.:549–552
Trong Nội chiến Quốc-Cộng lần thứ hai, ông giữ chức Phó Chủ nhiệm Ủy ban Tài chính Ủy ban Hành chính biên khu Tấn Thái Ký. Ngày 12 tháng 11 năm 1947, ông trở thành thị trưởng đầu tiên của Thạch Gia Trang sau khi thành phố này được giải phóng. Ông dẫn đầu 3.600 cán bộ được huy động từ chính quyền trung ương và các vùng giải phóng khác nhau vào thành phố và phân phối cho chính quyền các cấp, nhà máy và khu mỏ, doanh nghiệp nhà nước và sở tuyên truyền văn hóa. Năm 1949, Quân Giải phóng Nhân dân mở chiến dịch vượt sông, tháng 5, ông được cử làm Phó Thị trưởng thành phố Nam Kinh với Thị trưởng là Lưu Bá Thừa.

### Sự nghiệp chính trị từ sau năm 1949

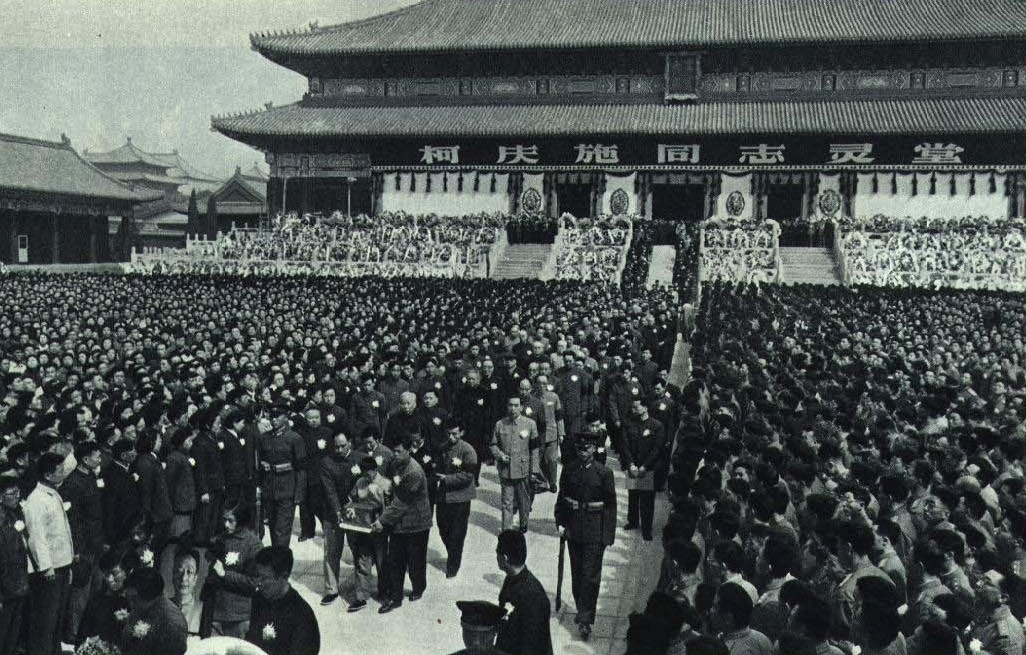
Linh đường lễ tang của Kha Khánh Thi vào năm 1965.

Mùa đông năm 1949, Lưu Bá Thừa được điều động làm Bí thư thứ hai Cục Tây Nam Trung ương Đảng Cộng sản Trung Quốc, Kha Khánh Thi tiếp nhận chức Thị trưởng, Bí thư Thành ủy Nam Kinh. Sau đó lại làm Bí thư Tỉnh ủy Giang Tô, Ủy viên Ủy ban Quân chính Hoa Đông.  Năm 1955, Kha Khánh Thi được điều động làm Bí thư Thành ủy Thượng Hải. Lúc này Trương Xuân Kiều được Kha Khánh Thi tin dùng làm thư ký cho ông, về sau Trương Xuân Kiều trở thành nhân vật có tên tuổi ở Thượng Hải. Tháng 3 năm 1958, Kha Khánh Thi tham dự hội nghị phụ trách các bộ ngành và Bí thư thứ nhất tỉnh ủy khu tự trị các tỉnh, ông đã phát biểu trên hội nghị rằng: "Chúng ta đã tin Mao Chủ tịch thì cần tin cho đến mức tôn thờ, phục tùng chủ tịch nên phục tùng cho đến mức bảo sao nghe vậy".
Tháng 6 năm 1956, Kha Khánh Thi được bầu làm Ủy viên Ủy ban Trung ương Đảng khóa VIII. Tháng 5 năm 1958 được bầu vào Bộ Chính trị Đảng Cộng sản Trung Quốc. Tháng 1 năm 1965, trong hội nghị lần thứ nhất Đại hội Đại biểu Nhân dân Toàn quốc khóa III được bầu làm Phó Thủ tướng Quốc vụ viện. Ông còn giữ các chức vụ Bí thư thứ nhất Cục Hoa Đông Trung ương Đảng Cộng sản Trung Quốc, Ủy viên Chính trị thứ nhất Quân khu Nam Kinh, Bí thư thứ nhất Thành ủy Thượng Hải, Thị trưởng Thượng Hải.
Năm 1962, Giang Thanh lấy ý đồ phê phán cái gọi là "Đế vương khanh tướng, tài tử giai nhân, ngưu quỷ xà thần", đưa ra lấy sân khấu hiện đại làm đột phá khẩu, can thiệp vào sân khấu chính trị của Trung Quốc, thực hiện dã tâm chính trị của bà ta, lại đi xuốn miền Nam hoạt động ở Thượng Hải. Kha Khánh Thi đưa ra khẩu hiệu "Viết nhiều về 13 năm ở Thượng Hải, nói rằng: "Kể từ nay về sau, trong sáng tác, làm lãnh đạo công tác tư tưởng, nhất thiết phải đề xướng và kiên trì "hậu kim bạc cổ". Cần coi trọng đề xướng việc viết 13 năm giải phóng, viết người đang sống, không cần viết người xưa, người đã chết". Ông nêu ra "Dốc sức viết về 13 năm - viết nhiều về 13 năm", trong chốc lát chuyển đề tài lịch sử vào chỉ còn lại đề tài lịch sử cách mạng, phủ định toàn bộ, không chỉ là không viết về người xưa, người đã chết, mà đến cả người tây còn sống cũng không thể viết.
Tháng 3 năm 1962, Bộ Văn hóa và Hiệp hội Sân khấu kịch Trung Quốc tổ chức hội nghị bàn về sáng tác kịch nói, kịch hát, kịch thiếu niên nhi đồng ở Quảng Châu, Chu Ân Lai, Trần Nghị đã đến phát biểu tại hội nghị này, Kha Khánh Thi không cho phép truyền đạt trên Đại hội Đại biểu giới Văn nghệ sĩ lần thứ hai thành phố Thượng Hải tổ chức vào tháng 5 cùng năm. Tháng 5 năm 1963, Giang Thanh gợi ý Kha Khánh Thi, với âm mưu bí mật của Trương Xuân Kiều, đăng lên trên tờ Văn hối báo bài phê phán "bàn về sự vô hại của quỷ", trở thành những bản nhạc tấu mở đầu cho Đại Cách mạng Văn hóa. Đầu năm 1965, Giang Thanh giao nhiệm vụ phê phán vở kịch Hải Thụy bãi quan cho Kha Khánh Thi. Kha Khánh Thi lại giao cho Trương Xuân Kiều nhiệm vụ này, Trương Xuân Kiều đi tìm Diêu Văn Nguyên. Đến ngày 10 tháng 11 năm 1965, tức là sau 7 tháng Kha Khánh Thi qua đời bài Phê bình vở kịch lịch sử mới Hải Thụy bãi quan nổi tiếng của Diêu Văn Nguyên đăng ở trên Văn hối báo Thượng Hải, người đời mới biết được là đã có một bài phê bình lớn như vậy, từ đó bỗng nhiên nổi lên một làn sóng dữ dội khắp cả nước.
Này 9 tháng 4 năm 1965, Kha Khánh Thi vì bị bệnh nặng qua đời ở Thành Đô, tỉnh Tứ Xuyên, hưởng thọ 63 tuổi. Khi Cách mạng Văn hóa kết thúc, ông bị chỉ trích vì là một trong số ít người biết về kế hoạch thanh trừng Lưu Thiếu Kỳ của Mao Trạch Đông.:550

## Tác phẩm
- Huy động toàn lực tích cực phát huy vai trò của ngành công nghiệp Thượng Hải, đấu tranh đẩy nhanh tiến độ xây dựng xã hội chủ nghĩa của đất nước (调动一切力量积极发挥上海工业的作用为加速国家的社会主义建设而斗争), Thượng Hải nhân dân xuất bản xã, 1956.
- Cưỡi gió, đẩy nhanh tiến độ xây dựng Thượng Hải xã hội chủ nghĩa mới! (乘风破浪，加速建设社会主义的新上海！), tại hội nghị lần thứ hai Thành ủy Thượng Hải khóa I ngày 25 tháng 12 năm 1957.
- Bàn về "Một nước, một ván cờ" (论“全国一盘棋”), tạp chí Hồng Kỳ, số 4 ra ngày 16 tháng 2 năm 1959.
- Mười năm chiến thắng (胜利十年), Thượng Hải nhân dân xuất bản xã, 1959
- Dẫn đầu phong trào đổi mới công nghệ và cách mạng công nghệ theo con đường đúng đắn, khoa học và phổ cập (领导技术革新和技术革命运动沿着正确的科学的全民的轨道前进), Thượng Hải nhân dân xuất bản xã, 1960.
- Về phong trào quần chúng trên mặt trận công nghiệp (关于工业战线的群众运动), Thượng Hải nhân dân xuất bản xã, 1960.

## Gia đình
- Vợ là Vu Văn Lan (于文兰), kết hôn với Kha Thanh Thi ở Thạch Gia Trang vào tháng 5 năm 1948. Họ có ba cô con gái và một cậu con trai. Cuối tháng 12 năm 1983, bà chuyển từ Đường Khang Bình, Thượng Hải về quê nhà Bắc Kinh. Cục Cán bộ cũ Văn phòng Trung ương Đảng Cộng sản Trung Quốc đã điều chỉnh cấp bậc của bà và cung cấp cho bà chế độ chính trị và y tế tương ứng theo tiêu chuẩn dành cho thân nhân đã khuất của giới lãnh đạo đảng và nhà nước.
  - Trưởng nữ là Kha Lục Lục (柯六六), từng làm việc tại cơ quan chính phủ trung ương. Bài viết Hình ảnh người cha Kha Khánh Thi của bà được đưa vào bộ văn tập Gia đình tỏa sáng dưới ngôi sao đỏ: Ký ức về gia đình của những người sáng lập nền cộng hòa.
  - Thứ nữ là Kha Ngũ Tư (柯五四), trúng tuyển vào Đại học Bắc Kinh và sống ở Bắc Kinh kể từ đó đến nay.
  - Thứ nam là Kha Hữu Kinh (柯友京), đang sống ở Thượng Hải. Vợ ông là cháu gái của Nguyên soái Diệp Kiếm Anh và là con gái của Phó Thủ tướng Trâu Gia Hoa.
  - Tam nữ là Kha Hữu Ninh (柯友宁), trúng tuyển vào Đại học Bắc Kinh và sống ở Bắc Kinh kể từ đó đến nay.